# R-Ladies Global
R-Ladies Global é uma organização mundial cuja missão é promover a diversidade de gênero na comunidade da linguagem de programação R.

## História
Em 1 de outubro de 2012 Gabriela de Queiroz, cientista de dados, fundou R-Ladies em San Francisco (Estados Unidos), inspirando-se em outras iniciativas similares que conheceu através de Meetup. Nos seguintes quatro anos criaram-se outros três grupos: em 2014 criou-se um em Taipéi, em 2015 se fundou outro em Minneapolis (chamado "Twin Cities") e em março de 2016 se criou um capítulo em Londres.
Cada capítulo começou a funcionar de forma independente; no entanto, na edição de 2016 da conferência de R (useR!) criou-se uma coordenação central. Nesse ano, Gabriela de Queiroz e Erin LeDell, de R-Ladies San Francisco, Chiin-Rui Tan, Alice Daish, Hannah Frick, Rachel Kirkham e Claudia Vitolo, de R-Ladies Londres, e Heather Turner uniram-se para solicitar uma bolsa do Consórcio de R (RConsortium) para a expansão global da organização.
Em setembro de 2016, já com esse apoio, se fundou R-Ladies Global e em 2018 foi declarado pelo R Consortium como um projecto de alto nível. Em 2019, RLadies Global é uma comunidade que conta com 178 grupos em 48 países diferentes.

## Organização
As reuniões desse grupo organizam-se a partir de oficinas e palestras dirigidas por pessoas identificadas com o gênero feminino. A forma de organização é coordenada mas descentralizada e os capítulos podem ser fundados por quem tem interesse usando o "pacote de lançamento" de R-Ladies.
Os grupos de R-Ladies têm promovido uma cultura de inclusão, promovendo a equidade de gênero em conferências, a diversidade nas empresas e universidades, a colaboração entre mulheres, a análise de dados sobre mulheres, e a vinculação com outros projectos como o Datanauts da NASA.